# Cabo Cope
Cabo Cope är en udde i Spanien.   Den ligger i provinsen Murcia och regionen Murcia, i den sydöstra delen av landet, 400 km sydost om huvudstaden Madrid.
Terrängen inåt land är huvudsakligen kuperad, men åt nordost är den platt. Havet är nära Cabo Cope åt sydost.  Närmaste större samhälle är Águilas, 8,4 km väster om Cabo Cope. 